# Lane, Kansas
Lane är en ort i Franklin County i Kansas. Vid 2010 års folkräkning hade Lane 225 invånare.